# Carentan
Ne doit pas être confondu avec Carantec.
Carentan est une ancienne commune française, située dans le département de la Manche en région Normandie, devenue le 1er janvier 2016 une commune déléguée au sein de la commune nouvelle de Carentan-les-Marais. Au 1er janvier 2025, la commune déléguée est supprimée.

## Géographie

### Localisation

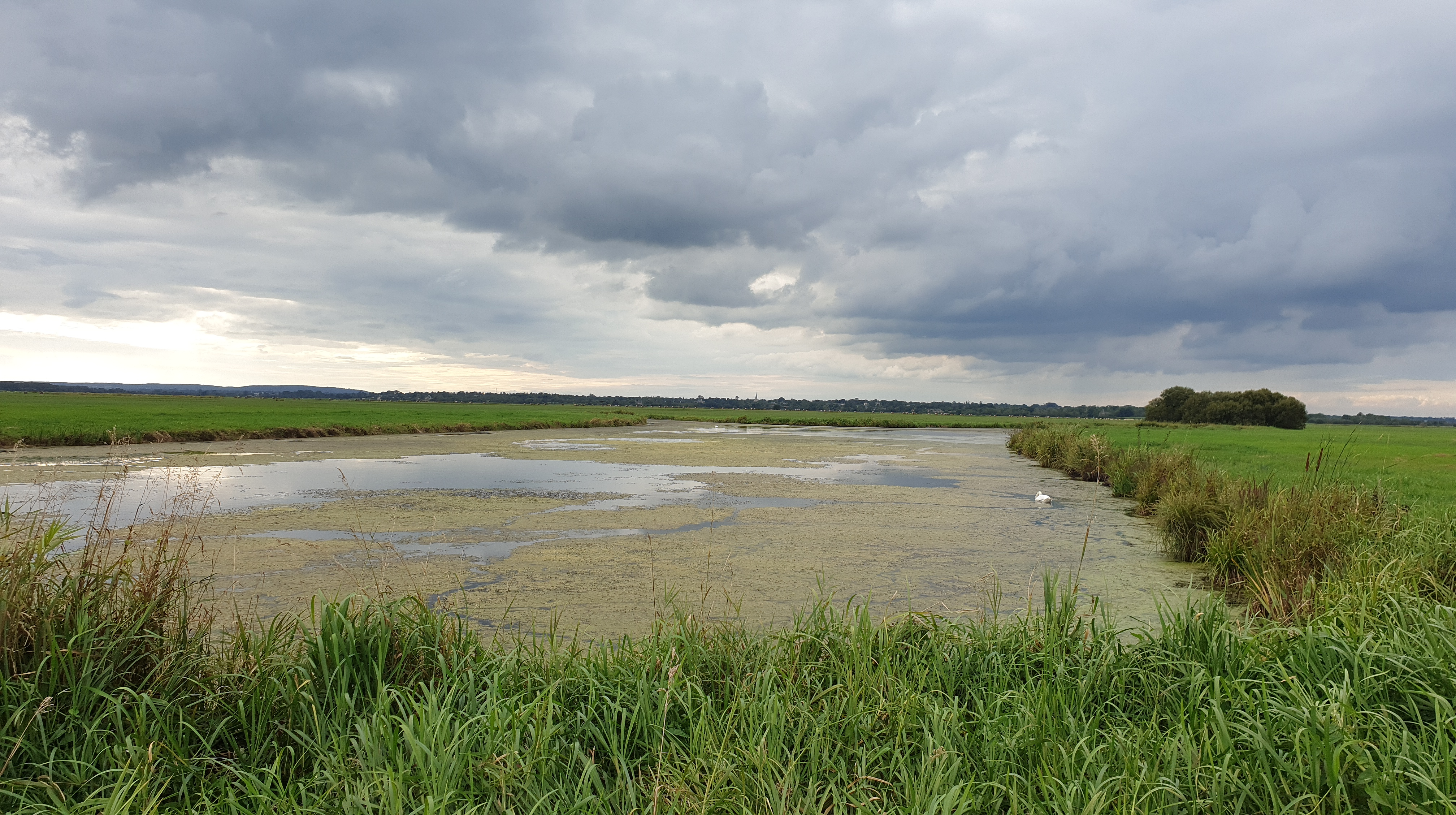
Le canal des Espagnols dans les marais.

Carentan est située au milieu de vastes marais assainis et transformés en riches prairies, au confluent de la Taute et de la Douve. La Capitale des Marais, aux portes de la péninsule du Cotentin et de la baie des Veys, est au cœur du parc naturel régional des Marais du Cotentin et du Bessin. La place qui devait être isolée des inondations contrôlait cette partie du Cotentin, et le passage se faisait au niveau des Ponts d'Ouve, qui ne laissait le passage qu'à un chariot

### Communes limitrophes
| Auvers  | Saint-Côme-du-Mont (comm. nouv. de Carentan-les-Marais) | Saint-Côme-du-Mont (comm. nouv. de Carentan-les-Marais)       |
| Méautis | Carentan                                                | Saint-Hilaire-Petitville (comm. nouv. de Carentan-les-Marais) |
| Méautis | Saint-Georges-de-Bohon (comm. nouv. de Terre-et-Marais) | Saint-Georges-de-Bohon (comm. nouv. de Terre-et-Marais)       |

## Urbanisme

### Transports et déplacements

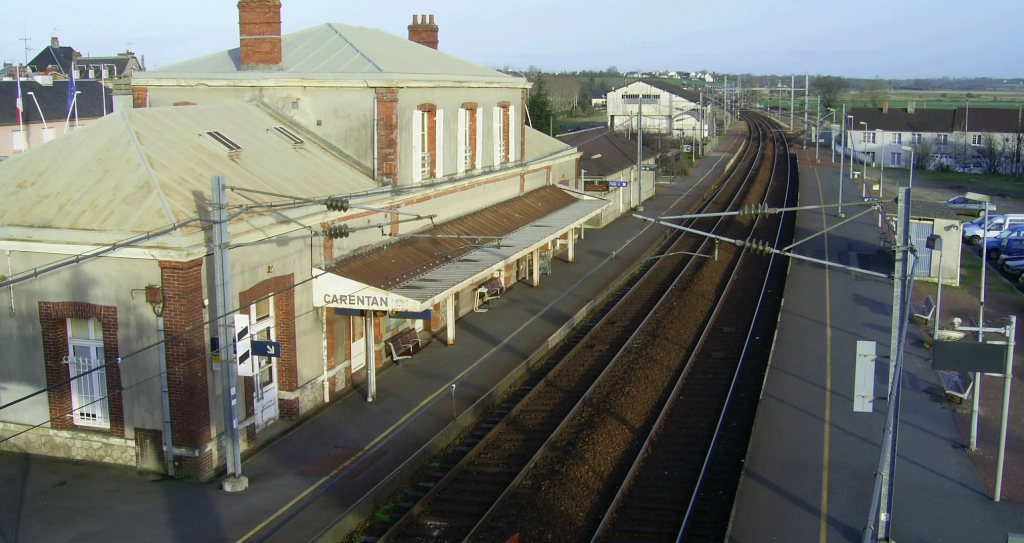
La gare.

La ville est dotée d'une gare ferroviaire sur la ligne Cherbourg-Caen-Paris et est traversée par les RN 13 et RN 174.
Elle est desservie par le transport en commun départemental par bus (Manéo) via la ligne 001 Cherbourg-Octeville - Valognes - Carentan - Saint-Lô. Son port est relié à la mer par un canal.

## Toponymie
Le nom de la localité est attesté sous les formes Carenton et Karentonem en 1063 et 1066, Karentomum au XIe siècle, Carentonus en 1136 et Carentan en 1319.
La localité est désignée à l'époque gallo-romaine sous la forme Carentomagus qui serait issue de l'anthroponyme gaulois Carentus,, ou de l'adjectif carento, « cher », « beau », et de *magos, « marché ».
Le gentilé est Carentanais.

## Histoire

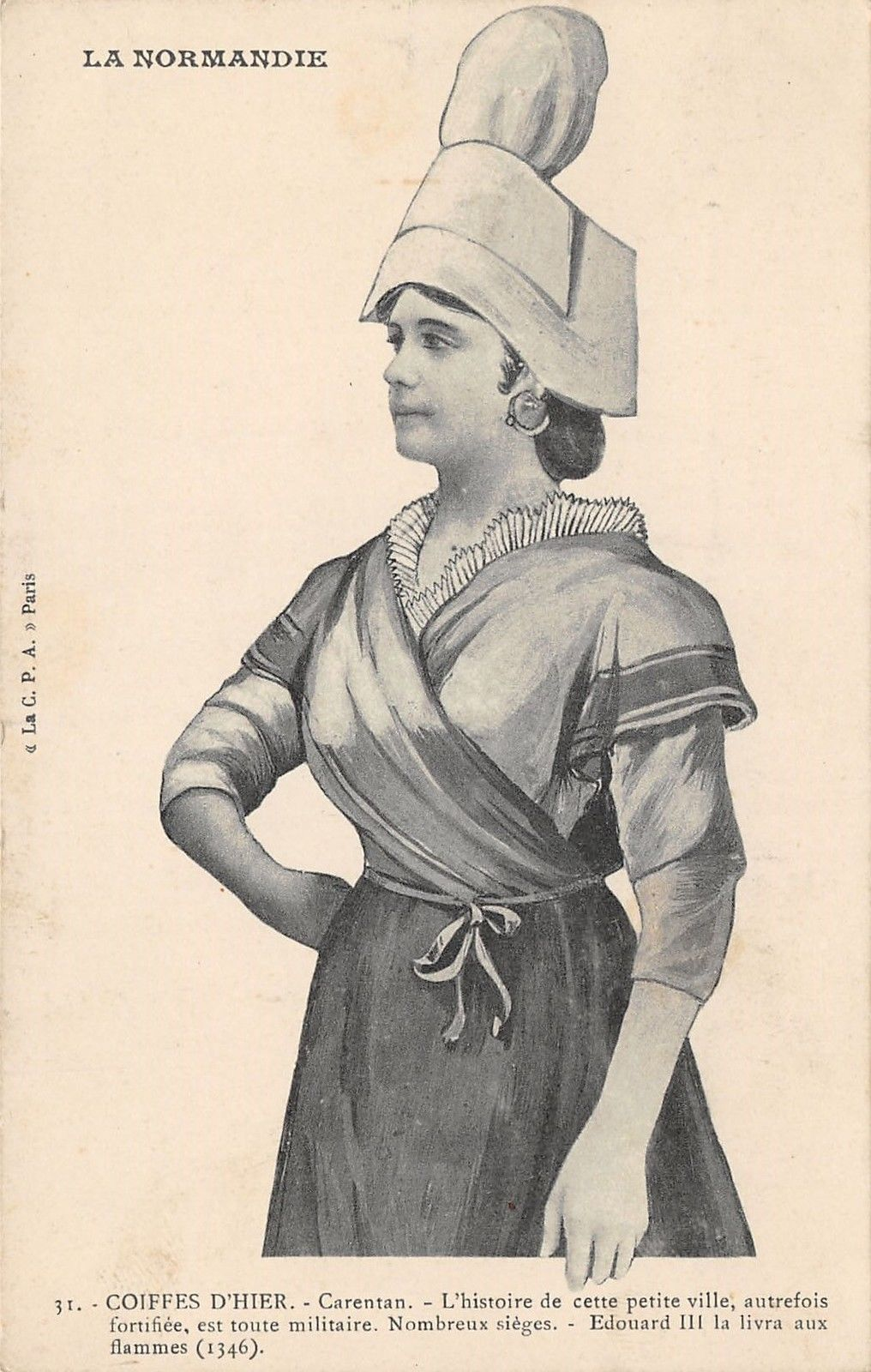
Coiffe traditionnelle de Carentan.

Sa position-clé a fait de Carentan, au gré des diverses guerres, une place forte des marais très disputée. La cité de Carentomagus fut souvent assiégée et détruite, lors des incursions vikings et des guerres franco-anglaises.

### Moyen Âge
Le Vendredi saint 1106, Henri Beauclerc débarque à Barfleur afin de s'emparer de la Normandie au détriment de son frère Robert Courteheuse, avant de marcher sur Carentan pour y célébrer la fête de Pâques,, avec Serlon, évêque de Sées. Carentan, siège d'une vicomté, est probablement dès le XIe siècle ceinte de rempart. Le château est situé dans l'angle sud-est du bourg et son donjon roman est probablement construit entre 1150 et 1200. Vers 1170, le roi d'Angleterre, Henri II Plantagenêt séjourne à Carentan avec son chancelier Thomas Becket, et à partir de 1199, c'est Jean sans Terre qui y fera de fréquents séjours.
Le château de Carentan ne fut jamais une propriété particulière. Après avoir été la possession des ducs de Normandie, il fut réuni, par Philippe Auguste, à la couronne de France jusqu'à la Révolution, excepté pendant la  guerre de Cent Ans avec l'occupation anglaise, le temps du roi de Navarre, et un peu durant les guerres de Religion.
La place est fortifiée par Blanche de Castille (1188-1252) pendant la minorité de Saint Louis. Ceinte de remparts, on y accède par deux portes principales, à l'est celle de Saint-Hilaire vers Bayeux, à l'ouest celle de Saint-Cosme ou porte Houlegatte, vers Valognes et Coutances. Les noms des portes rappellent les villages, Saint-Côme-du-Mont et Saint-Hilaire-Petitville, vers lesquelles elles sont tournées. Le cœur de la cité est alors la place royale, actuelle place de la République. L'enceinte ne semble pas avoir été flanquée par de nombreuses tours, au vu des plans de 1674 et 1754, qui laissent supposer l'existence d'une tour ronde et de deux tours carrées.
Vers 1238, les domaines de Carentan et d'Auvers furent détachés de la baronnie de Saint-Sauveur, dont avait hérité Jean Ier d'Harcourt (1226-1288) par Saint Louis, afin d'éviter l'accroissement du fief, qui les donnas à l'un des puînés, Raoul. En avril 1256, la ville reçut la visite de Louis IX, qui s'y arrêta avant de poursuivre sur Valognes puis Cherbourg.

#### Guerre de Cent Ans
Au début de la guerre de Cent Ans, l'armée d'Édouard III d'Angleterre, fraîchement débarquée à la Hougue le 12 juillet 1346 se fait livrer la place lors de la chevauchée qui se terminera par la bataille de Crécy et la reddition de Calais,. C'est au cours de ce conflit que l'ancienne place forte sera modernisée : le donjon annulaire ou shell-keep est renforcé et les capacités résidentielles sont augmentées. Les bourgeois de la ville refusant de se défendre, les deux capitaines de la ville, Nicolas de Grouchy et Roland de Verdun,, la livrèrent sans combattre, ce qui n'empêcha pas les Anglais de la mettre au pillage puis de raser les murailles, d'abattre les maisons et de la livrer aux flammes. Le conseiller du roi, Michaël de Northburgh, nous dit que « vins et victuailles » s'y trouve à foison. Un millier de Carentanais, parmi les plus riches seront envoyés captifs en Angleterre. Après le départ des Anglais, les carantanais reprirent par les armes la ville et le château.
Charles le Mauvais, qui avait obtenu en septembre 1355, par le traité de Valognes confirmant celui de Mantes, le clos du Cotentin avec la ville de Cherbourg, les vicomtés de Carentan, Coutances et Valognes, fait rebâtir les fortifications.
Lors de l'occupation anglaise de la Normandie, au cours de la seconde phase de la guerre de Cent Ans, la ville a, de 1441 à 1443, pour capitaine, Jean de Robersart, seigneur du Hainaut.
En 1449, dans le cadre de la reconquête de la Normandie occupée par les Anglais, l'armée royale de Charles VII reprend la ville au bout de cinq jours, et c'est à Carentan que se regroupèrent les troupes françaises, 500 à 600 lances (environ 3 000 hommes), sous les ordres du comte de Clermont, Jean II de Bourbon, assisté par l'amiral Prigent de Coëtivy, le sénéchal de Poitou et d'Anjou, Pierre de Brézé, Odet d’Aydie, à la demande de Charles VII et à la suite du débarquement à Cherbourg, le 15 mars 1450, d'une armée de secours anglaise, avec à sa tête Thomas Kyriell, et qui avait pour objectif de rallier Caen. Mais les Français ne purent empêcher les Anglais, environ 5 000 hommes, d'avancer et de franchir le passage des Veys.
Après le départ des Anglais, en 1460, on relève les remparts à la suite des destructions de la guerre de Cent Ans.

#### Cadre de vie
Quai à vin au Moyen Âge, le port de Carentan fut certainement à l'origine de la ville. Une foire annuelle dite de la Saint-Liénard se tenait tous les 6 novembre.
En 1324, des endiguements de terres prises sur la mer sont reconnus à Carentan où « les propriétaires de terrains bornés par la mer peuvent conquérir sur la ligne de leur héritage, autant de terre que leur permettent leur industrie et leurs capitaux ».

### Temps modernes
En 1562, dans le cadre première guerre de Religion les protestants dévastent la ville et en prennent temporairement le contrôle.
En 1572, Montgommery fortifie à nouveau la ville en faisant creuser par les paysans un canal pour créer des zones inondables. Le 28 juin 1574 la ville capitule devant les troupes royalistes. Lors de la cinquième guerre de Religion, les deux chefs protestants, Gabriel Ier de Montgommery et le marquis de Colombières, François de Bricqueville, s'emparent à nouveau de la ville,, et c'est à Carentan que se retira Montgommery après son échec de la prise du château de Valognes dont il avait entrepris le siège le 25 mars 1574, et qu'il abandonna au bout de seize jours à l'annonce de la venue de Matignon.
En 1594, la ville qui avait pris parti pour la Ligue se soumit à Henri IV
En 1679, Carentan est pratiquement complètement détruite à la suite d'un nouvel incendie. À cette époque la ville a pour gouverneur Antoine de Longaulnay auquel succéda son fils François Antoine de Longaulnay.
Le château, avec son donjon, est au XVIIIe siècle enfermé dans une première enceinte bastionnée construite par Vauban. Il n'en subsiste de nos jours aucun vestige ; elle est rasée comme celle de Cherbourg. Mais en 1754, on édifie une seconde enceinte bastionnée afin de protéger la ville.
En 1735, Louis XV fait construire sur la rivière d'Ouve le barrage de la Barquette avec ses seize portes de chêne remplacée tous les vingt-cinq ans, afin d'empêcher la mer de recouvrir les marais.

### Révolution française et Empire
La commune est chef-lieu de district de 1790 à 1795.
En mai 1811, Napoléon Ier s'y arrêtera, après avoir séjourné quatre jours à Cherbourg afin de surveiller l'avancement des travaux du port militaire.

### Époque contemporaine
En 1853, on démantèle toutes les fortifications. En 1870-1871, lors de la guerre franco-allemande on dispose au niveau de la Douve une ligne de 35 batteries (pièces de marine) prises dans les réserves de l'arsenal de Cherbourg ou débarquées de la flotte, et en 1871, on projette d'inonder les marais à partir de Carentan dans le plan de défense de la place de Cherbourg.

#### Bataille de Normandie

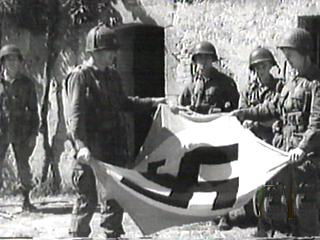
Lt. Col. Robert Cole,, exposant un drapeau capturé à l'ennemi après la charge à la baïonnette qu'il a menée à Carentan, le 11 juin 1944.

Au cours de la Seconde Guerre mondiale, dès le 6 juin 1944, la commune est le théâtre de violents affrontements entre parachutistes américains de la 101e Airborne Division et les Fallschirmjäger allemands. C'est finalement à la baïonnette que la ville sera prise par les Américains le 12 juin 1944. Certains bâtiments assez anciens de la ville portent encore les stigmates de la bataille. Ces évènements sont relatés en détail dans le livre Frères d'armes et la mini-série qui en est tirée (épisode 3).
Selon le général Eisenhower, commandant suprême des Forces alliées en Europe, Carentan (l'objectif de la 101e Airborne) est la clé du débarquement. Dans ses mémoires, il écrit : « Le 7 juin, j'ai fait le tour de la zone du débarquement en compagnie de l'amiral Ramsay, et je me suis entretenu avec le Field Marschal Montgomery, le général Bradley, et les commandants des forces navales. Tous étaient inquiets des conditions de débarquement défavorables et aspiraient à une amélioration de la météo qui permettrait à nos troupes d'exploiter pleinement leurs premiers succès… Sur la plage d'Omaha, qui continuait à nous causer le plus d'anxiété, le général Bradley nous a signalé une certaine amélioration, mais à la suite de cette réunion des commandants, je décidais de modifier le plan tactique immédiatement afin que toutes les forces américaines, le Ve et VIIe corps, se concentrent sur la liaison des plages de débarquement à Carentan. »
Pour le général Bradley également, c'est l'objectif de la 101e airborne qui est primordial. « Un risque majeur de l'opération Overlord était qu’une fois à terre, les Alliés seraient incapables de relier et consolider les cinq têtes de pont avant que les Allemands ne montent une contre-attaque blindée majeure visant à diviser leurs forces et de les rejeter à la mer. Cette menace pour la liaison des plages se matérialisa. À cet instant, Carentan était sans doute le point le plus vital de toute l’opération à cause de la précarité des défenses américaines qui s’y trouvaient. Le secteur était détenu par la 101e division aéroportée, qui avait été pratiquement isolée sur le secteur.
Dans la planification de l'opération Overlord, Carentan avait été désignée comme un objectif principal du D-Day, car la ville se trouvait entre les plages de débarquement d’Omaha et Utah. Après une étude plus approfondie, sa capture avait été jugée trop ambitieuse, et il a été décidé que la ville serait prise plus tard, lorsque la situation tactique serait plus favorable. La mission révisée de la 101e division aéroportée était de prendre les rivières et canaux au nord, à Saint-Côme-du-Mont et au nord-est de Carentan. »
Cependant le général Bradley tenait à capturer Carentan au plus vite, et la voulait pour le Jour J+1. S’il n’y arrivait pas, il était prêt à la détruire, si nécessaire, et nota encore dans ses mémoires : « Nous devons rejoindre le général Gerow au plus vite. J’avais dit au général Collins, anticipant des difficultés dans ces marais : si cela devient nécessaire pour gagner du temps, envoyez 500 ou même 1 000 tonnes de bombes sur Carentan et détruisez la ville. Ensuite, précipitez-vous et vous l'obtiendrez. ».

#### Fusion de communes
Le 1er janvier 2016, Carentan intègre avec trois autres communes la commune de Carentan-les-Marais créée sous le régime juridique des communes nouvelles instauré par la loi no 2010-1563 du 16 décembre 2010 de réforme des collectivités territoriales. Les communes d'Angoville-au-Plain, Carentan, Houesville et Saint-Côme-du-Mont deviennent des communes déléguées et Carentan est le chef-lieu de la commune nouvelle.
Le 1er janvier 2017, les communes de Brévands, Veys et Saint-Pellerin rejoignent la commune nouvelle, suivies le 1er janvier 2019 de Brucheville, Catz, Montmartin-en-Graignes, Saint-Hilaire-Petitville et Vierville. La commune nouvelle est alors composée de douze communes déléguées.

## Politique et administration

### Tendances politiques et résultats
- Élections législatives de 2007 (2e tour) : 52,2 % pour Philippe Gosselin (UMP), 47,8 % pour Jean-Karl Deschamps (PS)
- Élection présidentielle de 2007 : 53 % pour Nicolas Sarkozy, 47 % pour Ségolène Royal
- Élections municipales de 2008 : 51,85 % pour Jean-Pierre Lhonneur (UMP - CPNT), 48,15 % pour Hervé Houel (PS - MoDem)
- Élection présidentielle de 2012 : 53,84 % pour François Hollande, 46,16 % pour Nicolas Sarkozy
- Élections municipales de 2014 : 69,80 % pour Jean-Pierre Lhonneur (DVD), 30,20 % pour Pascal Guilbert (PS)

### Liste des maires
Le conseil municipal était composé avant la fusion de vingt-neuf membres dont le maire et ses adjoints. Ces conseillers intègrent au complet le conseil municipal de Carentan-les-Marais le 1er janvier 2016 jusqu'en 2020.
| Période      | Période       | Identité             | Étiquette | Qualité                                                                              |
| ------------ | ------------- | -------------------- | --------- | ------------------------------------------------------------------------------------ |
| janvier 2016 | mai 2020      | Jean-Pierre Lhonneur | LR        | Responsable recherche et développement Maire délégué de Saint-Côme-du-Mont (2023 → ) |
| mai 2020     | décembre 2024 | Jérôme Lemaître      | SE        | Notaire                                                                              |

### Jumelages
Carentan est jumelée avec la ville allemande de Waldfischbach-Burgalben en Rhénanie-Palatinat depuis 1966 et avec la ville anglaise de Selby depuis 1974.

## Population et société

### Démographie
En 2022, la commune comptait 6 024 habitants. Depuis 2004, les enquêtes de recensement dans les communes de moins de 10 000 habitants ont lieu tous les cinq ans (en 2008, 2013, 2018, etc. pour Carentan) et les chiffres de population municipale légale des autres années sont des estimations.
Carentan a compté jusqu'à 6 589 habitants en 1982.
| 1793  | 1800  | 1806  | 1821  | 1831  | 1836  | 1841  | 1846  | 1851  |
| ----- | ----- | ----- | ----- | ----- | ----- | ----- | ----- | ----- |
| 2 632 | 2 857 | 2 717 | 3 009 | 2 773 | 2 801 | 2 920 | 3 069 | 2 986 |

| 1856  | 1861  | 1866  | 1872  | 1876  | 1881  | 1886  | 1891  | 1896  |
| ----- | ----- | ----- | ----- | ----- | ----- | ----- | ----- | ----- |
| 3 025 | 3 110 | 3 056 | 3 020 | 3 139 | 3 045 | 3 232 | 3 483 | 3 739 |

| 1901  | 1906  | 1911  | 1921  | 1926  | 1931  | 1936  | 1946  | 1954  |
| ----- | ----- | ----- | ----- | ----- | ----- | ----- | ----- | ----- |
| 3 968 | 4 076 | 3 987 | 3 566 | 3 656 | 3 641 | 3 876 | 4 289 | 4 794 |

| 1962  | 1968  | 1975  | 1982  | 1990  | 1999  | 2008  | 2013  | 2018  |
| ----- | ----- | ----- | ----- | ----- | ----- | ----- | ----- | ----- |
| 5 256 | 5 563 | 6 187 | 6 589 | 6 300 | 6 340 | 6 058 | 5 884 | 5 853 |

| 2019  | - | - | - | - | - | - | - | - |
| ----- | - | - | - | - | - | - | - | - |
| 5 841 | - | - | - | - | - | - | - | - |

### Sports et loisirs
Le Club sportif carentanais fait évoluer deux équipes de football en ligue de Basse-Normandie et deux autres, ainsi qu'une équipe féminine de football à 8, en divisions de district.
L'hippodrome Maurice-de-Folleville (hippodrome de la Russie) est sur le territoire communal.

## Économie
La commune se situe dans la zone géographique des appellations d'origine protégée (AOP) Beurre d'Isigny et Crème d'Isigny.
La commune héberge depuis 2014 une unité de méthanisation développée par Methaneo, qui collecte des déchets agricoles et agro-industriels pour produire du biométhane injecté sur le réseau de gaz local.
Le marché hebdomadaire se tient le lundi.

## Culture locale et patrimoine

### Lieux et monuments

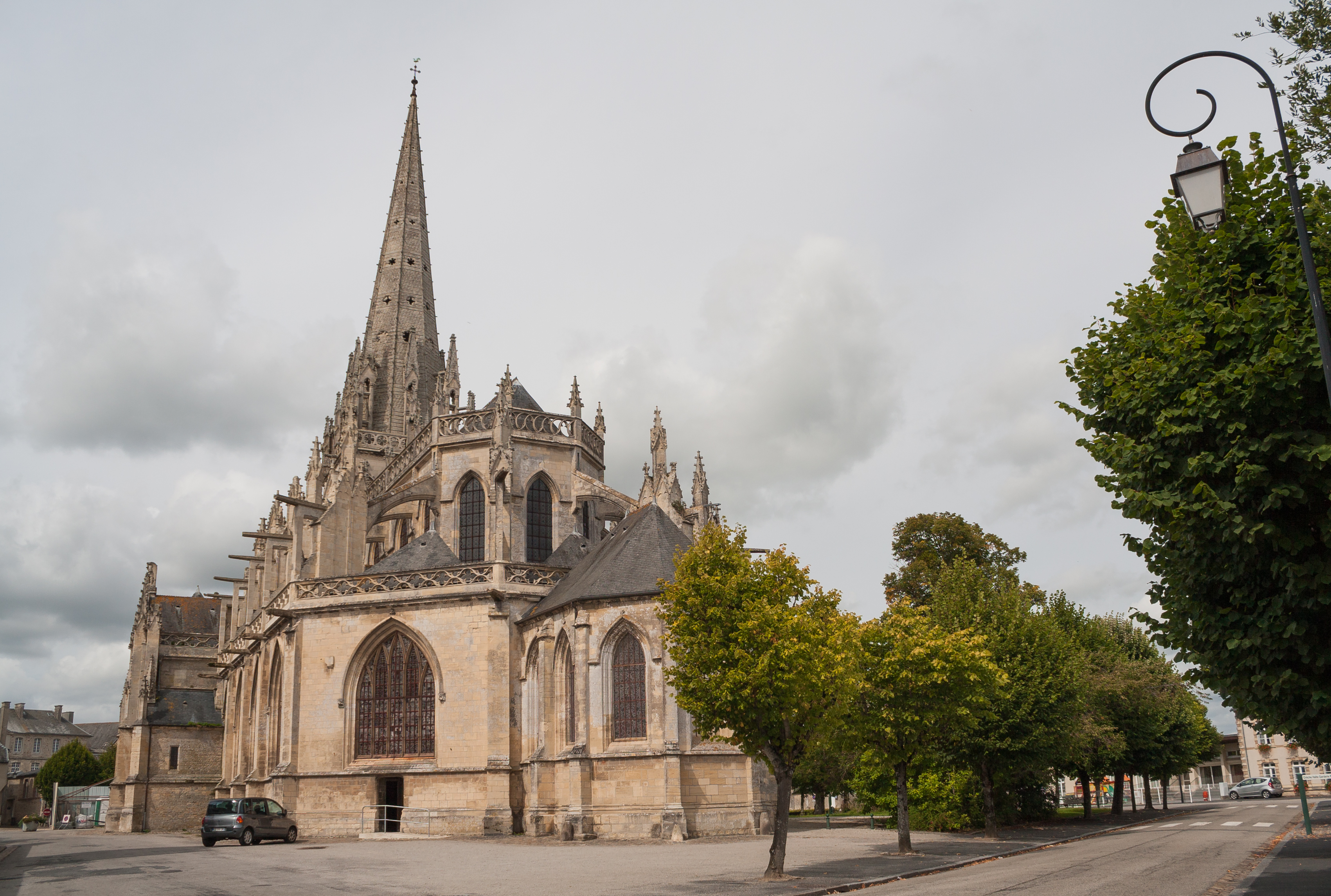
L'église Notre-Dame.

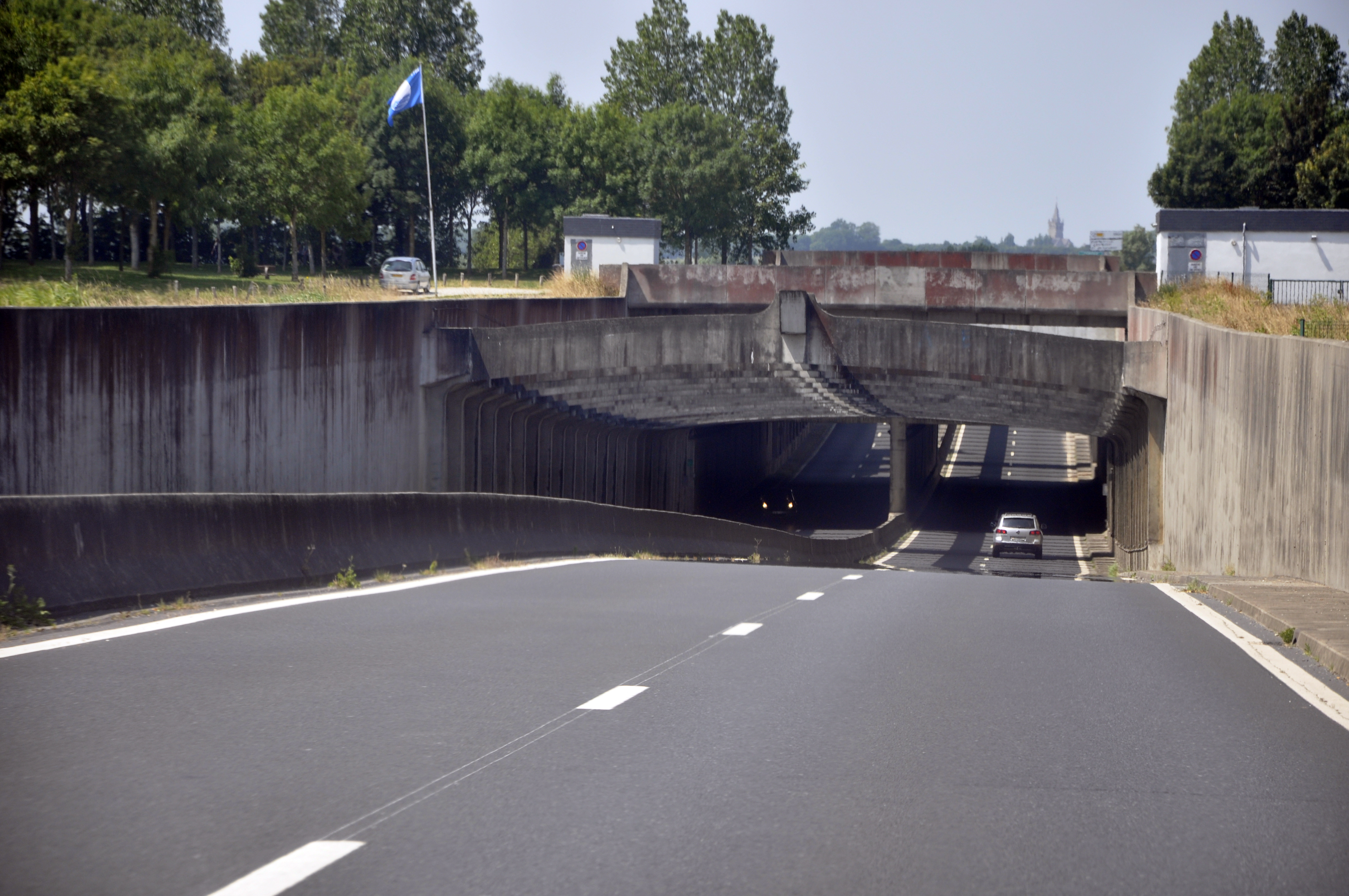
Le pont canal.

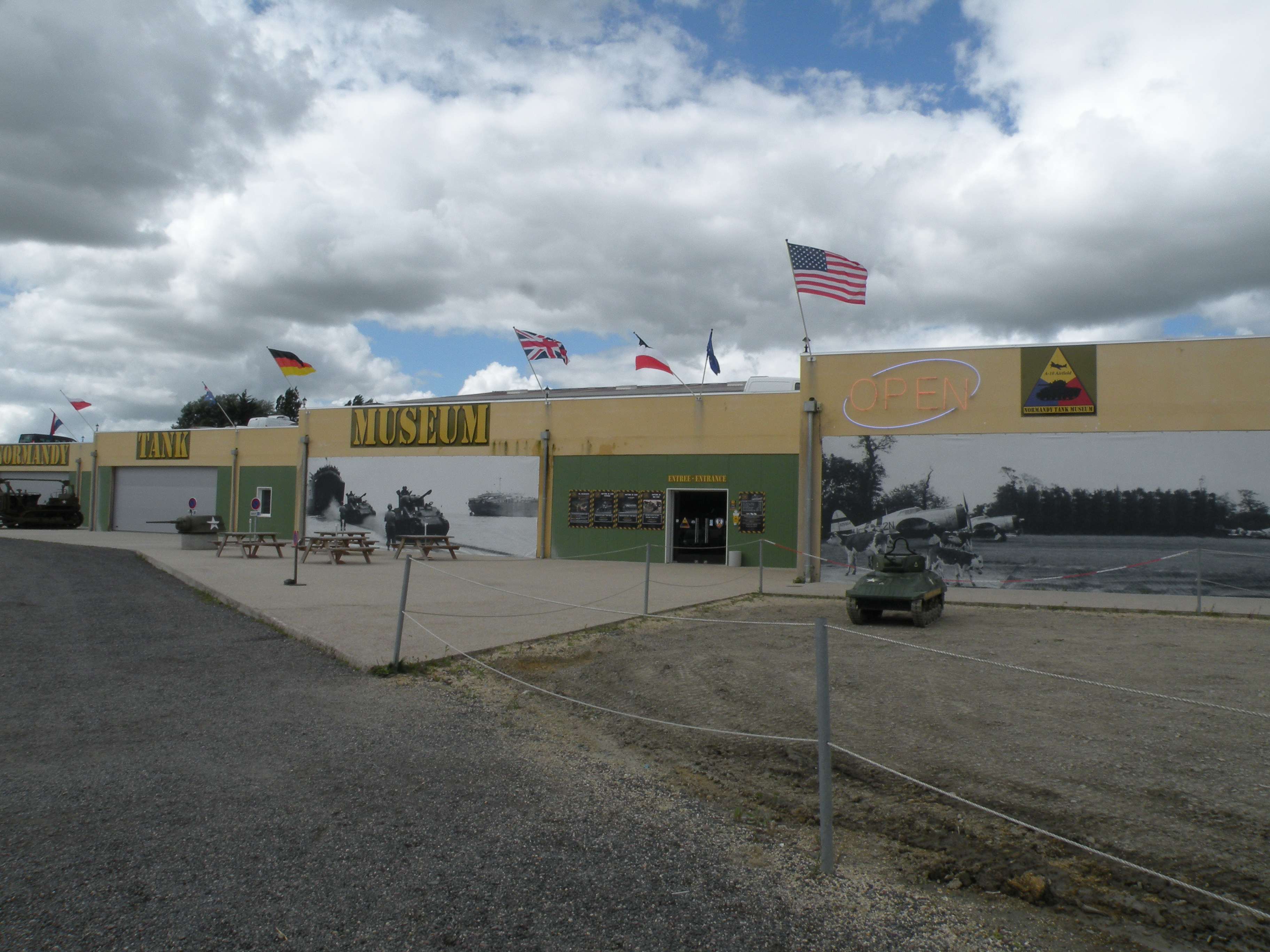
Normandy Victory Museum

La ville a gardé de son passé médiéval quatre maisons à arcades des XIVe – XVe siècles bâties sur l'ancienne place royale, de nos jours place de la République. Ces arcades gothique sont uniques en Normandie. Elles sont supposées être le reste d'un ancien marché couvert. L'ensemble est partiellement inscrit au titre des monuments historiques par arrêté du 5 novembre 1927. Le château quant à lui a complètement disparu et on ne conserve son souvenir que dans le nom de la rue du Château. Quatre autres bâtiments sont inscrits : l'hôtel de Ponthergé du milieu du XVIe siècle (rue Sebline), la maison du 47 rue Holgate, l'ancienne loge maçonnique du XVIIIe (impasse des Saules) et l'hôtel Hervieu-de-Pontlouis ou Dey du XVIIe siècle (7, rue de l'Église).
Parmi les autres monuments protégés aux monuments historiques on trouve encore l'église Notre-Dame des XIIe, XVe, XVIe – XIXe siècles, détruite en 1443 et reconstruite en style gothique flamboyant à la fin du XVe siècle. Elle est classée au titre des monuments historiques par liste de 1862. L'édifice n'a conservé de l'époque romane qu'un portail latéral et des piliers. Elle abrite de nombreuses œuvres classées au titre objet de 1905 à 1981 dont des stalles du XVIe,.
On peut encore noter :
- l'hôtel de ville dans l'ancien couvent des Augustines des XVIIe – XVIIIe siècles[44]. Le monastère, construit en 1650,  servit de caserne, de collège, de garnison, etc. La ville en fit l'acquisition en 1858. Sur l'arrière, il arbore des communs avec des murs bâtis en pierres blanches et en briques qui diffèrent de sa façade[70] ;
- les hôtels particuliers : Enouf du XVIIIe siècle, de Lessey du XVIIe siècle, Le Bidois, et de Maillé devenu presbytère du XVIIIe siècle[44] et qui eu l'honneur d'accueillir une nuit Napoléon Ier ;
- le château de la Gonnivière des XVIIe et XVIIIe siècles ;
- de son passé médiéval : une maison rue Saint-Germain du XVe siècle ? sur la droite avant de déboucher sur la place de la République ; cour du no 1 de la rue de l'Arsenal ; no 10 rue du Château, un pignon en pierre de taille et en face une porte ancienne. En entrant dans la cour, on passe sous un escalier à vis de la fin du XVe siècle ; no 1 rue de l'Église, une grande maison d'époque classique, qui a conservé un pignon médiéval avec à sa base un monstre sculpté[71] ;
- le pont-canal mis en service le 6 juin 1994[44]. Il fait passer la route nationale 13, à 2 × 2 voies, reliant Caen à Cherbourg sous le bassin à flot reliant le port de Carentan et la mer. Le chantier a duré 22 mois avec en moyenne 70 personnes par jour. Il mesure 615 mètres et a coûté 163 millions de francs (soit environ 24,9 millions d'euros). Sa construction a nécessité la mise en œuvre de 2 800 tonnes de palplanches, 18 000 m3 de béton, 1 741 tonnes d'acier, trois pompes de drainage de 9 kW, deux pompes d'assainissement de 44 kW, un groupe électrogène de 200 kVA. L'ensemble a généré 130 000 m3 de déblais ;
- le lavoir des Fontaines du XVIIIe siècle ;
- le D-Day Experience ; musée consacré à l'histoire des parachutistes allemands et américains en juin 1944, situé à Dead Man's Corner (poste de commandement avancé des parachutistes allemands en juin 1944).

Pour mémoire
- Chapelle Saint-Germain, dans le cimetière, près de l'église paroissiale. L'édifice était placé sous le patronage de Germain le Scot[72].
- Fort des Ponts-d'Ouves[73].

### Carentan dans les arts et la culture
- Sanctuary, saison 3 : épisodes 17 (Normandy) et 18 (Carentan)
- Frères d'armes : épisode 3 (Carentan)
- Call of Duty : jeu vidéo, carte Carentan
- Brothers in Arms: Road to Hill 30 : jeu vidéo
- Carentan, deux minutes d'arrêt, de Frédéric Lasaygues, Le Castor Astral éditeur, 2007
- Dans le jeu vidéo Call of Duty®: WWII avec la carte Carentan, disponible en DLC
- Dans le jeu vidéo Hell Let Loose avec la carte de Carentan et de Purple Heart Lane.
- Dans le jeu vidéo Company of Heroes avec la mission Carentan (nom et lieu de la mission).

### Personnalités liées à la commune

#### Natifs de Carentan
- Jean Loret (1595-1665, Paris), poète.
- Jean-Baptiste-Jacques Élie de Beaumont (1732-1786), jurisconsulte et avocat des Calas.
- Jean-Thomas Desplanques-Dumesnil (1734-1815), homme politique, député aux États généraux de 1789, maire de Carentan.
- Jean Joseph Yver de la Bruchollerie (1754-1801), homme politique, député de la Manche à l'Assemblée législative.
- Charles François Louis Caillemer (1757-1843), avocat.
- Louis Caillemer (1764-1827), militaire.
- Charles Desplanques-Dumesnil, (1771-1823), homme politique, député de la Manche au Conseil des Cinq-Cents.
- Paul Marie Victor Enouf (1783-1845), homme politique.
- Pélage-Adélaïde de Lorimier (1784-1835), militaire et homme politique.
- Émile Lenoel (1827-1893), homme politique né à Carentan, maire de Montmartin-en-Graignes, député de la Manche puis sénateur.
- Gustave Le Mallier (1841-1918), haut fonctionnaire et préfet du Gard lors du massacre des Italiens d'Aigues-Mortes (1893).
- Pierre Truffaut (1894-1974), homme politique, député de Charente-Maritime.
- Édith Faucon (1919-2019), peintre.
- Alain Germain (1948), metteur en scène, acteur, artiste décorateur, costumier.
- Jacques Dopagne (1921-2002), scénariste, critique d'art et écrivain.
- André Ledran (1933), homme politique.
- Stéphane Travert (1965), homme politique.
- Philippe Gosselin (1966), homme politique.
- Frédéric Duthil (1973), navigateur et skipper.
- Benoît Lesoimier (1984), footballeur, a joué dans le CS Carentan.

#### Autres
- François-Anne-René-Marie Le Maignen (1752-1836), homme politique, receveur du district de Carentan, député de la Manche.
- Honoré de Balzac se rend à Carentan en juillet 1822, alors qu’il séjourne entre mai et août chez sa sœur Laure Surville à Bayeux. C'est dans cette ville, à l'époque du siège de Granville, qu'il situe sa nouvelle : Le Réquisitionnaire parue en 1831.
- Jules Lebrun de Plaisance (1811-1872), député de 1846 à 1848.
- Guy Allix (1953), enseignant de lettres modernes au lycée Sivard-de-Beaulieu.
- Patrick Fissot (1971), enseignant d'histoire et de géographie au lycée Sivard-de-Beaulieu.

### Héraldique
| Blason de Carentan | Blason  | D'argent à l'aigle de gueules, accompagnée de neuf billettes en orle ; au chef d'azur chargé de trois fleurs de lys d'or.                              |
| Blason de Carentan | Détails | |
| Blason de Carentan | Alias   | Pendant le Premier Empire : D'hermine, au coq de gueules, chef d'azur chargé de trois étoiles d'argent ; franc quartier des villes de troisième ordre. |
| Blason de Carentan | Alias   | Selon Victor-Adolphe Malte-Brun, « d'azur, à un sautoir d'argent ».                                                                                    |